# Louis-Eugène Ginain

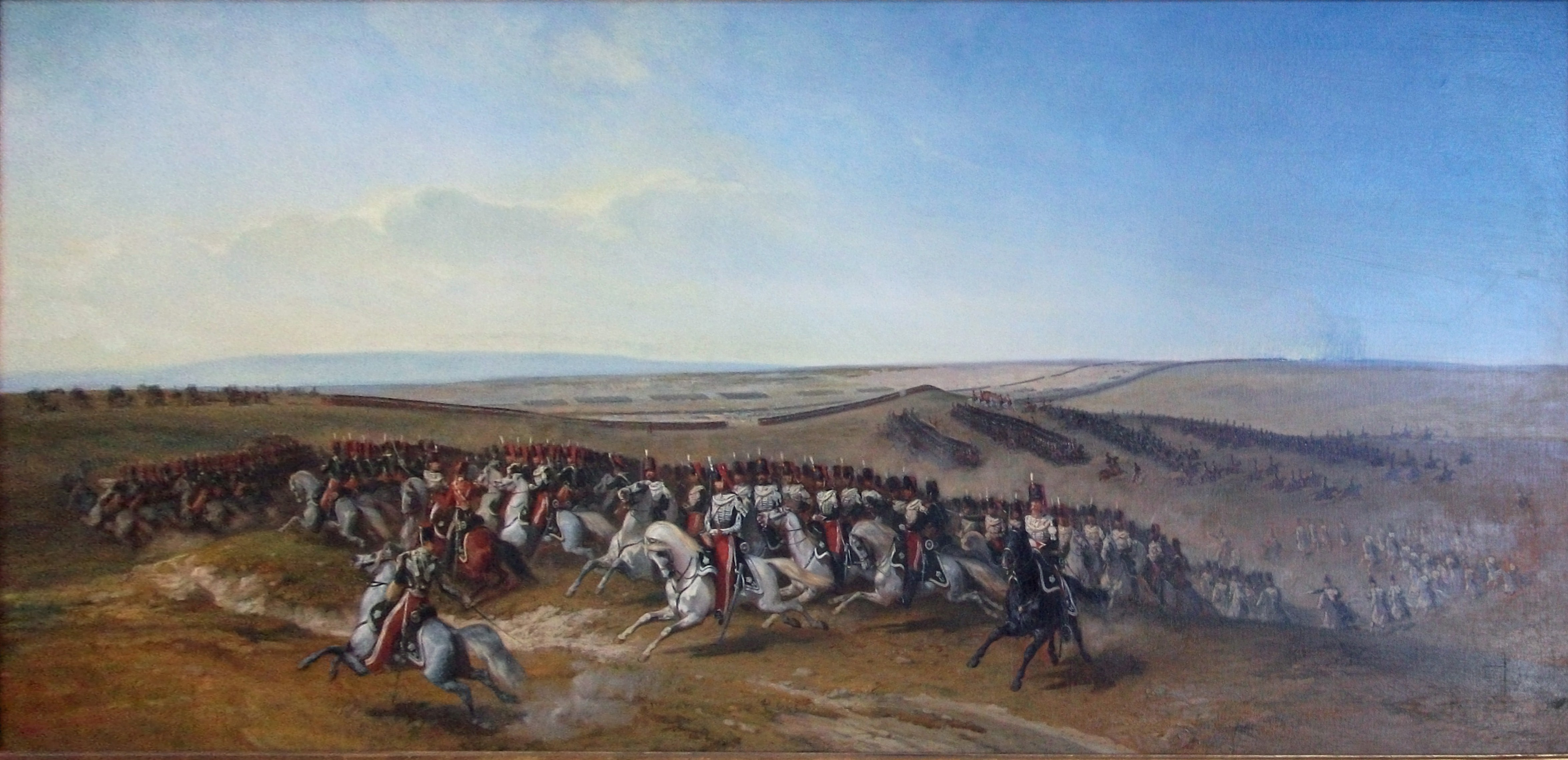
Charge des chasseurs au camp de Châlons par Eugène Ginain

Louis-Eugène Ginain, né le 26 juillet 1818 à Paris et mort le 24 janvier 1886 à Rolleboise, est un peintre français.

## Biographie
Louis-Eugène Ginain est le fils de René Sulpice Augustin Ginain, relieur de livres, et de Marguerite Rosalie Gillet. Son frère Léon Ginain est architecte.
Élève de d’Alexandre-Denis Abel de Pujol et de Nicolas-Toussaint Charlet, il expose au Salon de 1846 à 1875.
En 1840, accompagné de Charles Cournault, il entreprend un voyage en Algérie.
En 1850, il illustre de ses dessins l'œuvre d'Amédée Achard, Une saison à Aix-les-Bains et Le guide de l'ami du cheval, du comte Savary de Lancosme-Brèves.
Il meurt célibataire à son domicile de Rolleboise, à l'âge de 67 ans.

## Œuvres exposées aux Salons parisiens
- Après la victoire, au Salon de 1846
- Camp de Châlons, 1857, au Salon de 1859
- Cavalier arabe, au Salon de 1865
- Chevaux de halage, au Salon de 1865
- Chevaux de halage, au Salon de 1866
- Course de taureaux à Séville, au Salon de 1853
- Des cavaliers arabes acceptant du lait dans le désert, au Salon de 1844
- Épisode d'une razzia, au Salon de 1843
- Femme arabe entraînant du champ de bataille le corps de son fiancé, au Salon de 1845
- La promenade, au Salon de 1843
- La retraite; cavaliers réguliers d’Abd-el-Kader, au Salon de 1876
- Le chérif ; souvenir de Mostaganem (province d’Oran), au Salon de 1876
- Le grand schérif Sidi-Ali Ben-Brabim, des Ouled-Sassi, se rend avec toute sa tribu à la mosquée pour la célébration du ramadhan, au Salon de 1866
- Le printemps, au Salon de 1863
- Le retour d’une colonne après une razzia, au Salon de 1869
- Les Arabes passant la Chiffa, au Salon de 1841
- L’automne, au Salon de 1863
- Marche sur Medeah, au Salon de 1844
- Prise du col de Mouzaia, 12 mai 1840, au Salon de 1841
- Artillerie en marche. Episode des grandes manœuvres du 3e corps, en 1876, au Salon de 1878
- Attelage à la Daumont, au Salon de 1855
- Bataille de Marengo. Mort du général Desaix, au Salon de 1857
- Campagne d’Algérie en 1840, au Salon de 1872
- Charge successive par escadrons en fourrageurs, exécutée par la brigade du général Cassaignoles, au Salon de 1859
- Cheval de gaada (cheval de soumission), au Salon de 1870
- Combat de l'Affroun (27 avril 1840), au Salon de 1842
- Combat de l’Afroun. Les Arabes sont repoussés au-delà de l’Oud-jer, au Salon de 1857
- Convocation d’un goum par le kaïd, au Salon de 1874
- Détachement de la division de Constantine, et chefs arabes de la province se rendant Alger à l’occasion du voyage de LL. MM. l’Empereur et l’Impératrice, en septembre 1860, au Salon de 1863
- El Halib (le lait), au Salon de 1868
- Entrée de l’écurie ; chevaux de poste, au Salon de 1875
- Equipage de cerf, au Salon de 1867
- Fantasia, au Salon de 1864
- Follette, au Salon de 1879
- La rentrée à Paris des troupes de l’armée d’Italie, le 14 août 1859, au Salon de 1861
- Le colonel Daumas reçoit la soumission de Mahi-el-Din, près la Maison-Carrée, dans la Mitidja (1845), au Salon de 1855
- Les chasseurs à pied, au Salon de 1857
- Les zouaves, au Salon de 1857
- Revue du 29 juin 1871, au Salon de 1873
- Revue passée au Champ-de-Mars le 25 mai 1846, en l’honneur d’Ibrahim-Pacha, au Salon de 1849
- Sur la route ; chevaux de poste, au Salon de 1875
- Trompette sonnant la charge, au Salon de 1840
- Un obstacle ; chevaux de chasse, au Salon de 1875

## Distinction
- Chevalier de la Légion d'honneur (1878)